# NHL Entry Draft 2008
Der NHL Entry Draft 2008 fand am 20. und 21. Juni 2008 im Scotiabank Place in Ottawa, Ontario statt. Die erste Runde der Drafts wurde am Freitagabend des 20. Juni abgehalten, die Runden zwei bis sieben folgten dann am Samstag.
Die Mannschaften der National Hockey League konnten sich dabei die Rechte aller nordamerikanischen Spieler, geboren zwischen dem 1. Januar 1988 und dem 15. September 1990, sowie aller europäischen Spieler, geboren zwischen dem 1. Januar 1987 und dem 15. September 1990, sichern. Verfügbar waren nur Spieler, deren Rechte nicht schon aus einem Draft der Vorjahre bereits von einem NHL-Team gehalten wurden.
Bereits 2005 sollte der Draft vor einem großen Publikum im Scotiabank Place stattfinden, doch auf Grund des Lockout konnte der ursprüngliche Termin nicht eingehalten werden und der Draft wurde erst Ende Juli 2005 im kleinen Rahmen im Hotel The Westin Ottawa durchgeführt.

## Draftreihenfolge
Die Draftreihenfolge der Positionen 1 bis 14 werden im April 2008 durch die Draft-Lotterie bestimmt. Die 14 Teams, die sich nicht für die Playoffs qualifizieren können, nehmen an dieser gewichteten Lotterie teil und werden in umgekehrter Reihenfolge der Tabelle der regulären Saison gesetzt. Dabei liegt das schlechteste Team der abgelaufenen regulären Saison auf dem ersten Platz und hat eine Chance von 25 % die Lotterie zu gewinnen und das beste der 14 nicht für die Playoffs qualifizierten Teams liegt auf dem 14. Platz und hat eine Chance von 0,5 %. Der Gewinner der Lotterie rückt um vier Plätze in der Draftreihenfolge auf.
Die Draftreihenfolge der 16 Playoff-Teilnehmer steht erst nach dem Stanley-Cup-Finale fest. Der Stanley-Cup-Sieger wird auf Position 30, der Finalgegner auf Position 29 gesetzt. Auf Position 27 und 28 werden die in den Conference Finals gescheiterten Teams einsortiert. Die restlichen Mannschaften werden anhand ihres Tabellenstandes in der regulären Saison gesetzt werden. Dabei gilt, dass die Mannschaft mit den wenigsten erreichten Punkten auf Position 15 steht. Die Draftreihenfolge gilt für alle sieben Runden des Entry Draft. Mannschaften können über Transfers Draftpicks anderer Teams erworben, aber auch eigene an andere Mannschaften abgegeben haben.

### Transfers von Erstrunden-Wahlrechten

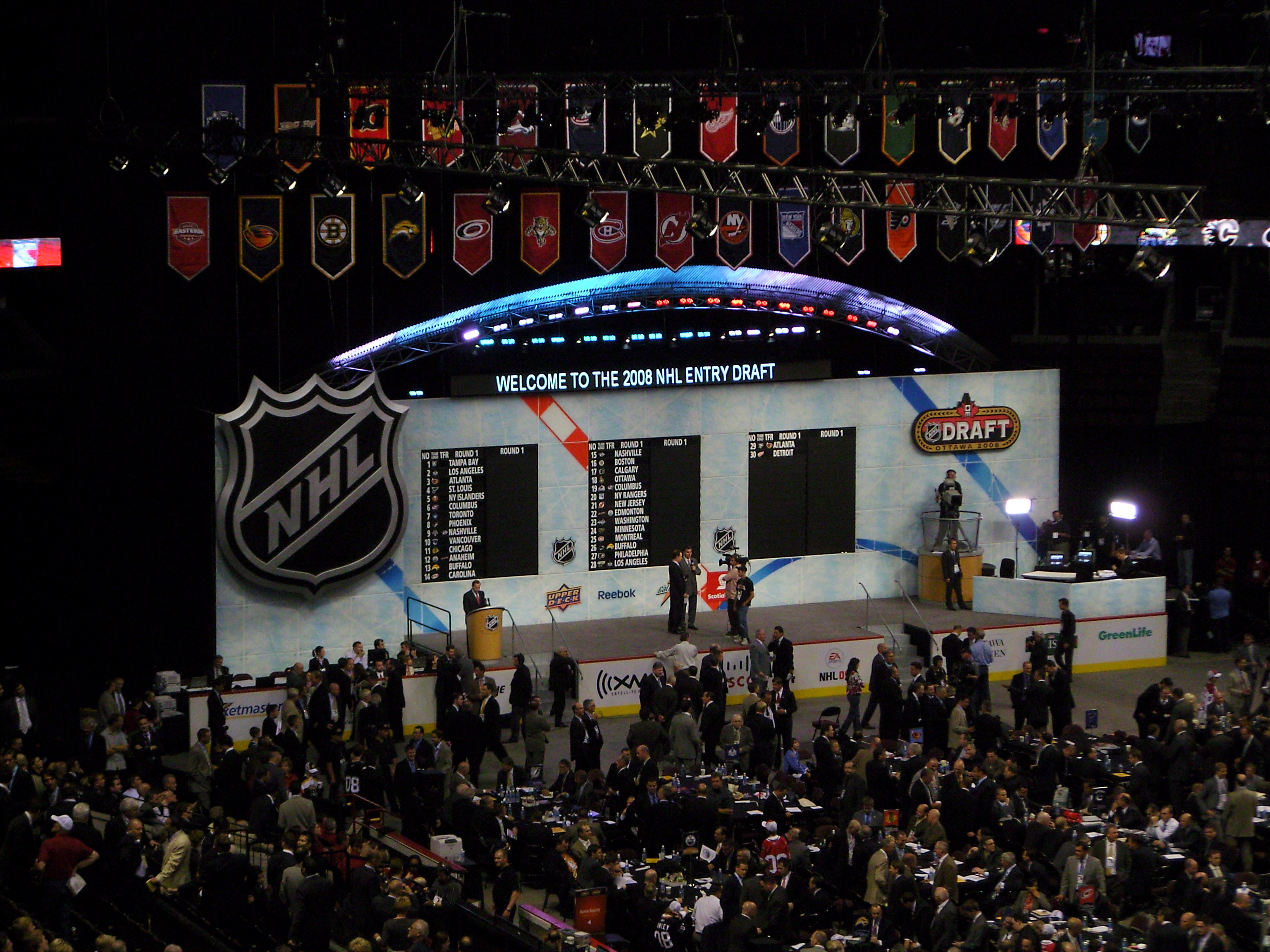
Draft-Bühne im Scotiabank Place

- Die Edmonton Oilers erhielten den Erstrunden-Pick der Anaheim Ducks zusammen mit Ladislav Šmíd und Joffrey Lupul sowie weitere Draftpicks für Chris Pronger am 3. Juli 2006
- Die Los Angeles Kings erhielten den Erstrunden-Pick der Dallas Stars zusammen mit Jaroslav Modrý, Johan Fransson, einem Zweit- und Drittrunden-Pick im NHL Entry Draft 2007 für Mattias Norström, Konstantin Puschkarjow sowie einem Dritt- und Viertrunden-Pick im NHL Entry Draft 2007 am 27. Februar 2007
- Die Nashville Predators erhielten den Erstrunden-Pick der Florida Panthers zusammen mit Zweitrunden-Picks im NHL Entry Draft 2007 und 2008 für Tomáš Vokoun am 22. Juni 2007
- Die Anaheim Ducks erhielten den Erstrunden-Pick der Edmonton Oilers zusammen mit dem Zweit- und Drittrunden-Pick im NHL Entry Draft 2008 als Entschädigung für die Verpflichtung des restricted Free Agent Dustin Penner durch die Oilers am 2. August 2007
- Die Columbus Blue Jackets erhielten den Erstrunden-Pick der Colorado Avalanche für Adam Foote am 26. Februar 2008
- Die Buffalo Sabres erhielten den Erstrunden-Pick der San Jose Sharks zusammen mit Jonathan Bernier für Brian Campbell und einem Siebtrunden-Pick im NHL Entry Draft 2008 am 26. Februar 2008.
- Die Atlanta Thrashers erhielten den Erstrunden-Pick der Pittsburgh Penguins zusammen mit Colby Armstrong, Erik Christensen und Angelo Esposito für Marián Hossa und Pascal Dupuis am 26. Februar 2008.
- Die Calgary Flames erhielten den Erstrunden-Pick der Montréal Canadiens zusammen mit einem Zweitrunden-Pick im NHL Entry Draft 2009 für Alex Tanguay und einem Fünftrunden-Pick im NHL Entry Draft 2008 am 20. Juni 2008.
- Die Toronto Maple Leafs erhielten den Erstrunden-Pick der New York Islanders für ihren Erstrunden-Pick im NHL Entry Draft 2008 sowie zwei weitere Draftpicks am 20. Juni 2008.
- Die Nashville Predators erhielten den Erstrunden-Pick der Toronto Maple Leafs, den die New York Islanders in einem Transfer am 20. Juni 2008 bekommen haben, für den Erstrunden-Pick der Florida Panthers, den sie in einem Transfer am 22. Juni 2007 bekommen haben, zusammen mit einem Zweitrunden-Pick im NHL Entry Draft 2008 am 20. Juni 2008.
- Die Philadelphia Flyers erhielten den Erstrunden-Pick der Colorado Avalanche, den die Columbus Blue Jackets in einem Transfer am 26. Februar 2008 bekommen haben, zusammen mit einem Drittrunden-Pick im NHL Entry Draft 2008 für R. J. Umberger und einem Viertrunden-Draftpick im NHL Entry Draft 2008 am 20. Juni 2008.
- Die Los Angeles Kings erhielten den Erstrunden-Pick der Calgary Flames zusammen mit einem Zweitrunden-Pick im NHL Entry Draft 2009 für Michael Cammalleri und einem Zweitrunden-Pick im NHL Entry Draft 2008 am 20. Juni 2008.
- Die Anaheim Ducks erhielten den Erstrunden-Pick der Dallas Stars und den Erstrunden-Pick der Calgary Flames, die die Los Angeles Kings in einem Transfers am 27. Februar 2007 und am 20. Juni 2008 erhalten haben, für den Erstrunden-Pick der Edmonton Oilers, den die Anaheim Ducks in einem Transfer am 2. August erhalten haben, am 20. Juni 2008.
- Die Buffalo Sabres erhielten den Erstrunden-Pick der Edmonton Oilers, den die Los Angeles Kings in einem Transfer am 20. Juni 2008 bekommen haben, für ihren Erstrunden-Pick und einem Drittrunden-Pick im NHL Entry Draft 2009 am 20. Juni 2008.
- Die Ottawa Senators erhielten den Erstrunden-Pick der Nashville Predators für ihren Erstrunden-Pick und einen Drittrunden-Pick im NHL Entry Draft 2009 am 20. Juni 2008.
- Die Washington Capitals erhielten den Erstrunden-Pick der New Jersey Devils für ihren Erstrunden-Pick und einen Zweitrunden-Pick im NHL Entry Draft 2008 am 20. Juni 2008.
- Die Minnesota Wild erhielten den Erstrunden-Pick der Washington Capitals, den die New Jersey Devils in einem Transfer am 20. Juni 2008 bekommen haben, für ihren Erstrunden-Pick und einem Drittrunden-Pick im NHL Entry Draft 2008 am 20. Juni 2008.
- Die Washington Capitals erhielten den Erstrunden-Pick der Philadelphia Flyers für Steve Eminger und einem Drittrunden-Pick im NHL Entry Draft 2008 am 20. Juli 2008.
- Die Phoenix Coyotes erhielten den Erstrunden-Pick der Dallas Stars, den die Anaheim Ducks in einem Transfer am 20. Juni 2008 bekommen haben, für zwei Zweitrunden-Picks im NHL Entry Draft 2008 am 20. Juni 2008.

### Draftlotterie
| Nr. | Team                  | Chance |
| 1.  | Tampa Bay Lightning   | 25,0 % |
| 2.  | Los Angeles Kings     | 18,8 % |
| 3.  | Atlanta Thrashers     | 14,2 % |
| 4.  | St. Louis Blues       | 10,7 % |
| 5.  | New York Islanders    | 8,1 %  |
| 6.  | Columbus Blue Jackets | 6,2 %  |
| 7.  | Toronto Maple Leafs   | 4,7 %  |
| 8.  | Phoenix Coyotes       | 3,6 %  |
| 9.  | Florida Panthers      | 2,7 %  |
| 10. | Vancouver Canucks     | 2,1 %  |
| 11. | Chicago Blackhawks    | 1,5 %  |
| 12. | Edmonton Oilers       | 1,1 %  |
| 13. | Buffalo Sabres        | 0,8 %  |
| 14. | Carolina Hurricanes   | 0,5 %  |

Am 8. April 2008 fand die Draftlotterie statt, die Einfluss auf die Reihenfolge des Entry Draft hatte. Es handelte sich dabei um eine gewichtete Lotterie, wobei die Tampa Bay Lightning, die in der regulären Saison den letzten Platz in der Liga belegt hatten, auf Platz eins der Draftreihenfolge geführt wurden und mit 25 Prozent die größten Chance auf den Gewinn der Lotterie hatten, während die Carolina Hurricanes auf Platz 14 nur geringe Chancen hatten. Insgesamt wurden an die 14 Mannschaften 1000 Zahlenkombinationen anhand der gewichteten Verteilung gegeben, woraufhin durch ein Mitglied der Liga eine Kombination aus einer Trommel entnommen und dadurch der Gewinner der Lotterie bestimmt wurde. Der Gewinner konnte in der Reihenfolge um bis zu vier Plätze hochgestuft werden. Somit hatte auch der fünftplatzierte die Möglichkeit auf den ersten Platz zu gelangen. Die Tampa Bay Lightning gewannen die Lotterie und behielten damit das erste Zugrecht des Drafts.

## Draftergebnis

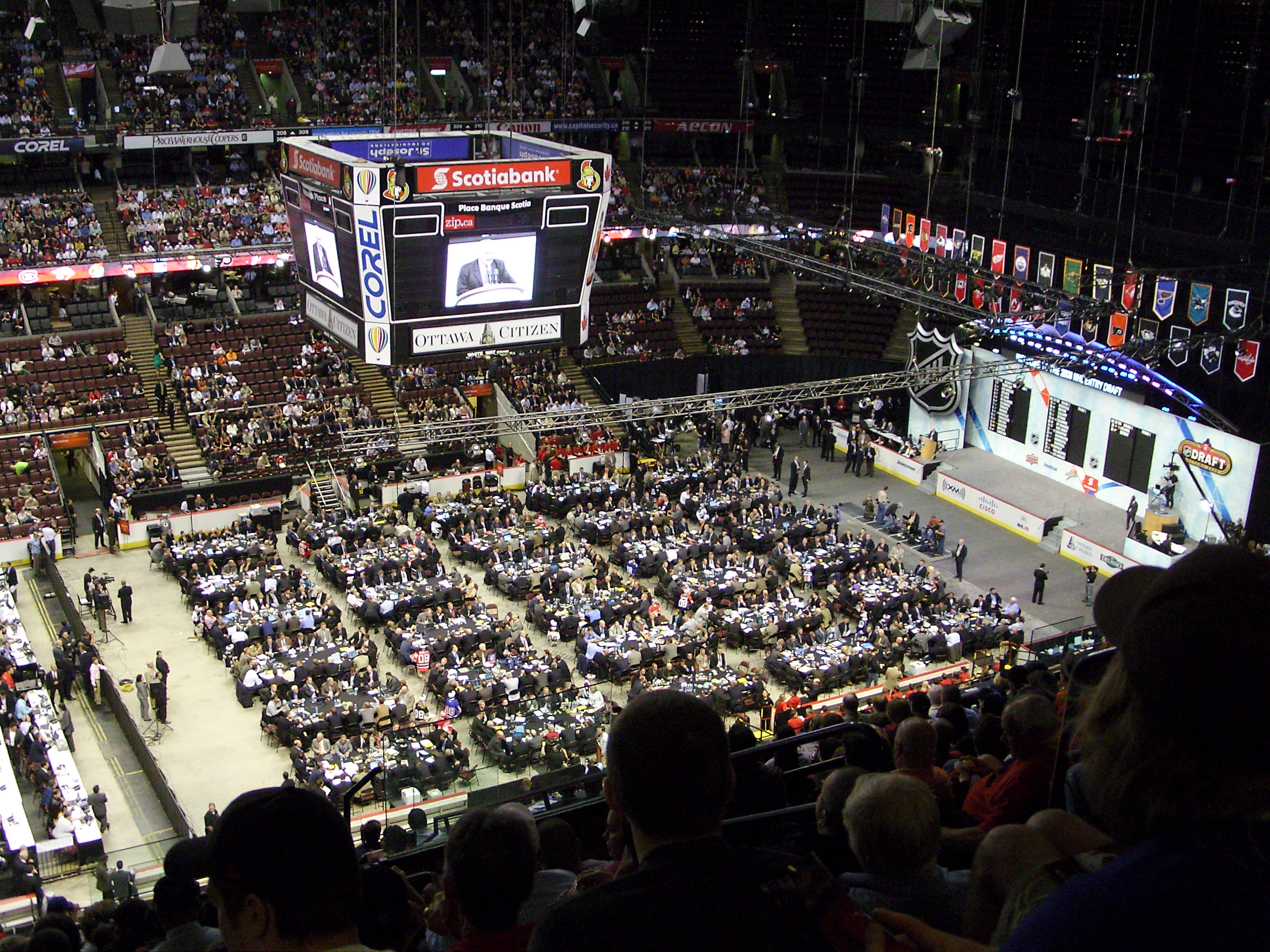
Draft-Bühne und Team-Tische im Scotiabank Place

An erster Position wählten die Tampa Bay Lightning wie erwartet den kanadischen Stürmer Steven Stamkos aus. Bereits im Vorfeld hatte das Franchise eine Imagekampagne mit dem Namen „Seen Stamkos?“ in Tampa ins Leben gerufen. Auf den Plätzen zwei bis fünf folgten vier Verteidiger, darunter auf Rang zwei Drew Doughty, der von den Los Angeles Kings ausgewählt wurde und an dritter Position Zach Bogosian, der zukünftig für die Atlanta Thrashers spielen wird und erster US-Amerikaner im diesjährigen Draft war. Als erster Europäer wurde der Russe Nikita Filitow an sechster Stelle von den Columbus Blue Jackets gedraftet. Der Däne Mikkel Bødker, an Position acht von den Phoenix Coyotes ausgewählt, ist nach Lars Eller im Vorjahr an 13. Stelle erst der zweite Däne, der in der ersten Runde gedraftet wurde. Erster Torhüter im Draft war der Kanadier Chet Pickard, den die Nashville Predators an 18. Position auswählten. Luca Sbisa, Schweizer Verteidiger in Diensten der Juniorenmannschaft Lethbridge Hurricanes, war der erste deutschsprachige Spieler im Draft, als sich die Philadelphia Flyers seine Rechte an Position 19 sicherten.
Die erste Runde wurde sehr stark von den Verteidigern bestimmt, von denen zwölf in der ersten Runde und alleine sieben unter den besten 15 ausgewählt wurden. Zwei Torhüter in der ersten Runde brachte die Summe der defensiven Spieler auf insgesamt 14. Dem gegenüber standen 16 Stürmer.
23 der 30 in der ersten Runde ausgewählten Spielern kamen aus Nordamerika, wovon die 18 Kanadier die deutliche Mehrheit waren. Gefolgt von fünf US-Amerikanern, waren die Schweden mit drei Spielern die stärkste europäische Fraktion, während zwei Spieler aus Russland und je ein Spieler aus Dänemark und der Schweiz kam.
In den gesamten sieben Draftrunden sicherten sich die 30 Mannschaften die Rechte an insgesamt 211 Spielern. 121 Kanadier machten dabei mehr als die Hälfte aus, gefolgt von 44 US-Amerikaner. Mit 17 Spielern war Schweden das stärkste europäische Land im Draft vor Russland mit neun und Finnland mit sieben Spielern. Aus Tschechien und Norwegen wurden je drei Spieler gedraftet, während es aus der Schweiz und Dänemark zwei Spieler waren. Zudem wurde je ein Spieler aus Weißrussland, Frankreich und Deutschland ausgewählt.

### Runde 1
| #   | Spieler           | Nationalität | Pos | NHL Team                                                                     | College/Junior/Club Team                |
| --- | ----------------- | ------------ | --- | ---------------------------------------------------------------------------- | --------------------------------------- |
| 1.  | Steven Stamkos    | Kanada       | C   | Tampa Bay Lightning                                                          | Sarnia Sting (OHL)                      |
| 2.  | Drew Doughty      | Kanada       | D   | Los Angeles Kings                                                            | Guelph Storm (OHL)                      |
| 3.  | Zach Bogosian     | USA          | D   | Atlanta Thrashers                                                            | Peterborough Petes (OHL)                |
| 4.  | Alex Pietrangelo  | Kanada       | D   | St. Louis Blues                                                              | Niagara IceDogs (OHL)                   |
| 5.  | Luke Schenn       | Kanada       | D   | Toronto Maple Leafs (von New York Islanders)                                 | Kelowna Rockets (WHL)                   |
| 6.  | Nikita Filatow    | Russland     | LW  | Columbus Blue Jackets                                                        | HK ZSKA Moskau (RSL)                    |
| 7.  | Colin Wilson      | USA          | C   | Nashville Predators (von Toronto Maple Leafs via New York Islanders)         | Boston University (NCAA)                |
| 8.  | Mikkel Bødker     | Dänemark     | LW  | Phoenix Coyotes                                                              | Kitchener Rangers (OHL)                 |
| 9.  | Josh Bailey       | Kanada       | C   | New York Islanders (von Florida Panthers via Nashville Predators)            | Windsor Spitfires (OHL)                 |
| 10. | Cody Hodgson      | Kanada       | C   | Vancouver Canucks                                                            | Brampton Battalion (OHL)                |
| 11. | Kyle Beach        | Kanada       | C   | Chicago Blackhawks                                                           | Everett Silvertips (WHL)                |
| 12. | Tyler Myers       | Kanada       | D   | Buffalo Sabres (von Edmonton Oilers via Anaheim Ducks und Los Angeles Kings) | Kelowna Rockets (WHL)                   |
| 13. | Colten Teubert    | Kanada       | D   | Los Angeles Kings (von Buffalo Sabres)                                       | Regina Pats (WHL)                       |
| 14. | Zach Boychuk      | Kanada       | C   | Carolina Hurricanes                                                          | Lethbridge Hurricanes (WHL)             |
| 15. | Erik Karlsson     | Schweden     | D   | Ottawa Senators (von Nashville Predators)                                    | Frölunda HC (SEL)                       |
| 16. | Joe Colborne      | Kanada       | LW  | Boston Bruins                                                                | Camrose Kodiaks (AJHL)                  |
| 17. | Jake Gardiner     | USA          | D   | Anaheim Ducks (von Calgary Flames via Los Angeles Kings)                     | Minnetonka High School (US High School) |
| 18. | Chet Pickard      | Kanada       | G   | Nashville Predators (von Ottawa Senators)                                    | Tri-City Americans (WHL)                |
| 19. | Luca Sbisa        | Schweiz      | D   | Philadelphia Flyers (von Colorado Avalanche via Columbus Blue Jackets)       | Lethbridge Hurricanes (WHL)             |
| 20. | Michael Del Zotto | Kanada       | D   | New York Rangers                                                             | Oshawa Generals (OHL)                   |
| 21. | Anton Gustafsson  | Schweden     | C   | Washington Capitals (von New Jersey Devils)                                  | Frölunda HC (SEL)                       |
| 22. | Jordan Eberle     | Kanada       | C   | Edmonton Oilers (von Anaheim Ducks)                                          | Regina Pats (WHL)                       |
| 23. | Tyler Cuma        | Kanada       | D   | Minnesota Wild (von Washington Capitals via New Jersey Devils)               | Ottawa 67’s (OHL)                       |
| 24. | Mattias Tedenby   | Schweden     | LW  | New Jersey Devils (von Minnesota Wild)                                       | HV71 (SEL)                              |
| 25. | Greg Nemisz       | Kanada       | C   | Calgary Flames (von Montréal Canadiens)                                      | Windsor Spitfires (OHL)                 |
| 26. | Tyler Ennis       | Kanada       | C   | Buffalo Sabres (von San Jose Sharks)                                         | Medicine Hat Tigers (WHL)               |
| 27. | John Carlson      | USA          | D   | Washington Capitals (von Philadelphia Flyers)                                | Indiana Ice (USHL)                      |
| 28. | Wiktor Tichonow   | Russland     | RW  | Phoenix Coyotes (von Dallas Stars via Los Angeles Kings und Anaheim Ducks)   | Sewerstal Tscherepowez (RSL)            |
| 29. | Daultan Leveille  | Kanada       | C   | Atlanta Thrashers (von Pittsburgh Penguins)                                  | St. Catharines Falcons (GHJL)           |
| 30. | Tom McCollum      | USA          | G   | Detroit Red Wings                                                            | Guelph Storm (OHL)                      |

### Runde 2
| #   | Spieler             | Nationalität | Pos  | NHL Team                                                          | College/Junior/Club Team                            |
| --- | ------------------- | ------------ | ---- | ----------------------------------------------------------------- | --------------------------------------------------- |
| 31. | Jacob Markström     | Schweden     | G    | Florida Panthers (von Tampa Bay Lightning)                        | Brynäs IF (SEL)                                     |
| 32. | Wjatscheslaw Woinow | Russland     | D    | Los Angeles Kings                                                 | Traktor Tscheljabinsk (RSL)                         |
| 33. | Philip McRae        | USA          | C    | St. Louis Blues (von Atlanta Thrashers)                           | London Knights (OHL)                                |
| 34. | Jake Allen          | Kanada       | G    | St. Louis Blues                                                   | St. John’s Fog Devils (QMJHL)                       |
| 35. | Nicolas Deschamps   | Kanada       | C    | Anaheim Ducks (von Phoenix Coyotes)1                              | Saguenéens de Chicoutimi (QMJHL)                    |
| 36. | Corey Trivino       | Kanada       | C    | New York Islanders                                                | Stouffville Spirit (OPJHL)                          |
| 37. | Cody Goloubef       | Kanada       | D    | Columbus Blue Jackets                                             | University of Wisconsin–Madison (NCAA)              |
| 38. | Roman Josi          | Schweiz      | D    | Nashville Predators (von Toronto Maple Leafs via Phoenix Coyotes) | SC Bern (NLA)                                       |
| 39. | Eric O’Dell         | Kanada       | C    | Anaheim Ducks (von Phoenix Coyotes)                               | Sudbury Wolves (OHL)                                |
| 40. | Aaron Ness          | USA          | D    | New York Islanders (von Florida Panthers)                         | Roseau High School (US High School)                 |
| 41. | Yann Sauvé          | Kanada       | D    | Vancouver Canucks                                                 | Saint John Sea Dogs                                 |
| 42. | Patrick Wiercioch   | Kanada       | D    | Ottawa Senators (von Chicago Blackhawks)                          | Omaha Lancers (USHL)                                |
| 43. | Justin Schultz      | Kanada       | D    | Anaheim Ducks (von Edmonton Oilers)                               | Westside Warriors (BCHL)                            |
| 44. | Luke Adam           | Kanada       | C    | Buffalo Sabres                                                    | St. John’s Fog Devils (QMJHL)                       |
| 45. | Zac Dalpe           | Kanada       | C/RW | Carolina Hurricanes                                               | Penticton Vees (BCHL)                               |
| 46. | Colby Robak         | Kanada       | D    | Florida Panthers (von Nashville Predators)                        | Brandon Wheat Kings (WHL)                           |
| 47. | Maxime Sauvé        | Frankreich   | C    | Boston Bruins                                                     | Foreurs de Val-d’Or (QMJHL)                         |
| 48. | Mitch Wahl          | USA          | C    | Calgary Flames (von Calgary Flames via Los Angeles Kings)         | Spokane Chiefs (WHL)                                |
| 49. | Jared Staal         | Kanada       | RW   | Phoenix Coyotes (von Ottawa Senators)                             | Sudbury Wolves (OHL)                                |
| 50. | Cameron Gaunce      | Kanada       | D    | Colorado Avalanche                                                | Mississauga St. Michael’s Majors (OHL)              |
| 51. | Derek Stepan        | USA          | C    | New York Rangers                                                  | Shattuck St. Mary’s High School (US High School)    |
| 52. | Brandon Burlon      | Kanada       | D    | New Jersey Devils                                                 | St. Michael’s Buzzers (OPJHL)                       |
| 53. | Travis Hamonic      | Kanada       | D    | New York Islanders (von Anaheim Ducks via Edmonton Oilers)        | Moose Jaw Warriors (WHL)                            |
| 54. | Patrice Cormier     | Kanada       | C    | New Jersey Devils (von Washington Capitals)                       | Océanic de Rimouski (QMJHL)                         |
| 55. | Marco Scandella     | Kanada       | D    | Minnesota Wild                                                    | Foreurs de Val-d'Or (QMJHL)                         |
| 56. | Danny Kristo        | USA          | RW   | Montréal Canadiens                                                | USA Hockey National Team Development Program (NAHL) |
| 57. | Eric Mestery        | Kanada       | D    | Washington Capitals (von San Jose Sharks)                         | Tri-City Americans (WHL)                            |
| 58. | Dmitri Kugryschew   | Russland     | RW   | Washington Capitals (von Philadelphia Flyers)                     | HK ZSKA Moskau (RSL)                                |
| 59. | Tyler Beskorowany   | Kanada       | G    | Dallas Stars                                                      | Owen Sound Attack (OHL)                             |
| 60. | Jimmy Hayes         | USA          | RW   | Toronto Maple Leafs (von Pittsburgh Penguins)                     | Lincoln Stars (USHL)                                |
| 61. | Peter Delmas        | Kanada       | G    | Colorado Avalanche (von Detroit Red Wings via Los Angeles Kings)  | Lewiston MAINEiacs (QMJHL)                          |

1Die Phoenix Coyotes erhalten den 35. Draftpick als Entschädigung, da kein Vertrag mit Blake Wheeler zustande kam, den sie im NHL Entry Draft 2004 in der ersten Runde an Position fünf ausgewählt hatten

### Runde 3
| #   | Spieler            | Nationalität       | Pos | NHL Team                                                                                           | College/Junior/Club Team                            |
| --- | ------------------ | ------------------ | --- | -------------------------------------------------------------------------------------------------- | --------------------------------------------------- |
| 62. | Justin Daniels     | Vereinigte Staaten | C   | San Jose Sharks (von Tampa Bay Lightning)                                                          | Kent School (US High School)                        |
| 63. | Robert Czarnik     | Vereinigte Staaten | C   | Los Angeles Kings                                                                                  | USA Hockey National Team Development Program (NAHL) |
| 64. | Danick Paquette    | Kanada             | RW  | Atlanta Thrashers                                                                                  | Lewiston MAINEiacs (QMJHL)                          |
| 65. | Jori Lehterä       | Finnland           | C   | St. Louis Blues                                                                                    | Tappara Tampere (SM-liiga)                          |
| 66. | David Toews        | Kanada             | C   | New York Islanders                                                                                 | Shattuck St. Mary’s High School (US High School)    |
| 67. | Marc-André Bourdon | Kanada             | D   | Philadelphia Flyers (von Columbus Blue Jackets)                                                    | Rouyn-Noranda Huskies (QMJHL)                       |
| 68. | Shawn Lalonde      | Kanada             | D   | Chicago Blackhawks (von Toronto Maple Leafs via New York Islanders)                                | Belleville Bulls (OHL)                              |
| 69. | Michael Stone      | Kanada             | D   | Phoenix Coyotes                                                                                    | Calgary Hitmen (WHL)                                |
| 70. | James Livingston   | Kanada             | RW  | St. Louis Blues (von Florida Panthers via Toronto Maple Leafs)                                     | Sault Ste. Marie Greyhounds (OHL)                   |
| 71. | Josh Brittain      | Kanada             | LW  | Anaheim Ducks (von Vancouver Canucks)                                                              | Kingston Frontenacs (OHL)                           |
| 72. | Jyri Niemi         | Finnland           | D   | New York Islanders (von Chicago Blackhawks)                                                        | Saskatoon Blades (WHL)                              |
| 73. | Kirill Petrow      | Russland           | RW  | New York Islanders (von Edmonton Oilers via New York Islanders, Edmonton Oilers und Anaheim Ducks) | Ak Bars Kasan (RSL)                                 |
| 74. | Andrew Campbell    | Kanada             | D   | Los Angeles Kings (von Buffalo Sabres)                                                             | Sault Ste. Marie Greyhounds (OHL)                   |
| 75. | Jewgeni Gratschow  | Russland           | F   | New York Rangers (von Carolina Hurricanes)                                                         | Lokomotive Jaroslawl (RSL)                          |
| 76. | Mathieu Brodeur    | Kanada             | D   | Phoenix Coyotes (von Nashville Predators)                                                          | Cape Breton Screaming Eagles (QMJHL)                |
| 77. | Michael Hutchinson | Kanada             | G   | Boston Bruins                                                                                      | Barrie Colts (OHL)                                  |
| 78. | Lance Bouma        | Kanada             | C   | Calgary Flames                                                                                     | Vancouver Giants (WHL)                              |
| 79. | Zack Smith         | Kanada             | C   | Ottawa Senators                                                                                    | Swift Current Broncos (WHL)                         |
| 80. | Adam Comrie        | Kanada             | D   | Florida Panthers (von Colorado Avalanche)                                                          | Saginaw Spirit (OHL)                                |
| 81. | Corey Fienhage     | Vereinigte Staaten | D   | Buffalo Sabres (von New York Rangers via Los Angeles Kings)                                        | Eastview High School (US High School)               |
| 82. | Adam Henrique      | Kanada             | C   | New Jersey Devils                                                                                  | Windsor Spitfires (OHL)                             |
| 83. | Marco Cousineau    | Kanada             | G   | Anaheim Ducks                                                                                      | Baie-Comeau Drakkar (QMJHL)                         |
| 84. | Jacob DeSerres     | Kanada             | G   | Philadelphia Flyers (von Washington Capitals)                                                      | Seattle Thunderbirds (WHL)                          |
| 85. | Brandon McMillan   | Kanada             | C   | Anaheim Ducks (von Minnesota Wild)                                                                 | Kelowna Rockets (WHL)                               |
| 86. | Steve Quailer      | Vereinigte Staaten | RW  | Montréal Canadiens                                                                                 | Sioux City Musketeers (USHL)                        |
| 87. | Ian Schultz        | Kanada             | RW  | St. Louis Blues (von San Jose Sharks)                                                              |                                                     |
| 88. | Geordie Wudrick    | Kanada             | LW  | Los Angeles Kings (von Philadelphia Flyers)                                                        |                                                     |
| 89. | Scott Winkler      | Norwegen           | C   | Dallas Stars                                                                                       | Cedar Rapids RoughRiders (USHL)                     |
| 90. | Tomáš Kundrátek    | Tschechien         | D   | New York Rangers (von Pittsburgh Penguins via Phoenix Coyotes)                                     | HC Oceláři Třinec (Extraliga)                       |
| 91. | Max Nicastro       | Vereinigte Staaten | D   | Detroit Red Wings                                                                                  | Chicago Steel (USHL)                                |

### Runde 4
| #    | Spieler               | Nationalität       | Pos | NHL Team                                                                            | College/Junior/Club Team        |
| ---- | --------------------- | ------------------ | --- | ----------------------------------------------------------------------------------- | ------------------------------- |
| 93.  | Braden Holtby         | Kanada             | G   | Washington Capitals (von Los Angeles Kings)                                         | Saskatoon Blades (WHL)          |
| 95.  | David Warsofsky       | Vereinigte Staaten | D   | St. Louis Blues                                                                     | Boston University (NCAA)        |
| 96.  | Matt Donovan          | Vereinigte Staaten | D   | New York Islanders                                                                  | Cedar Rapids RoughRiders (USHL) |
| 97.  | Jamie Arniel          | Kanada             | C   | Boston Bruins (von Columbus Blue Jackets)                                           | Sarnia Sting (OHL)              |
| 98.  | Michail Stefanowitsch | Belarus            | C   | Toronto Maple Leafs                                                                 | Québec Remparts (QMJHL)         |
| 99.  | Colin Long            | Vereinigte Staaten | C   | Phoenix Coyotes                                                                     | Kelowna Rockets (WHL)           |
| 103. | Johan Motin           | Schweden           | D   | Edmonton Oilers                                                                     | Färjestad BK (SEL)              |
| 105. | Michal Jordán         | Tschechien         | D   | Carolina Hurricanes                                                                 | Plymouth Whalers (OHL)          |
| 109. | André Petersson       | Schweden           | F   | Ottawa Senators                                                                     | HV71 (J20 SuperElit)            |
| 110. | Kelsey Tessier        | Kanada             | C   | Colorado Avalanche                                                                  | Quebec Remparts (QMJHL)         |
| 111. | Dale Weise            | Kanada             | RW  | New York Rangers (von New York Rangers via St. Louis Blues und Nashville Predators) | Swift Current Broncos (WHL)     |
| 114. | T. J. Brodie          | Kanada             | D   | Calgary Flames (von Washington Capitals via Boston Bruins)                          | Saginaw Spirit (OHL)            |
| 117. | James Wright          | Kanada             | C   | Tampa Bay Lightning (von San Jose Sharks)                                           | Vancouver Giants (WHL)          |
| 119. | Derek Grant           | Kanada             | C   | Ottawa Senators (von Dallas Stars via Tampa Bay Lightning)                          | Langley Chiefs (BCHL)           |
| 121. | Gustav Nyquist        | Schweden           | C   | Detroit Red Wings                                                                   | Malmö Redhawks (J20 SuperElit)  |

### Runde 5
| #    | Spieler               | Nationalität       | Pos | NHL Team                                        | College/Junior/Club Team            |
| ---- | --------------------- | ------------------ | --- | ----------------------------------------------- | ----------------------------------- |
| 122. | Dustin Tokarski       | Kanada             | G   | Tampa Bay Lightning                             | Spokane Chiefs (WHL)                |
| 123. | Andrei Loktionow      | Russland           | C   | Los Angeles Kings                               | Lokomotive Jaroslawl (RSL)          |
| 125. | Kristofer Berglund    | Schweden           | D   | St. Louis Blues                                 | IF Björklöven (Allsvenskan)         |
| 126. | Kevin Poulin          | Kanada             | G   | New York Islanders                              | Victoriaville Tigres (QMJHL)        |
| 127. | Matt Calvert          | Kanada             | LW  | Columbus Blue Jackets                           | Brandon Wheat Kings (WHL)           |
| 128. | Greg Pateryn          | Vereinigte Staaten | D   | Toronto Maple Leafs                             | Ohio Junior Blue Jackets (USHL)     |
| 130. | Jerome Flaake         | Deutschland        | LW  | Toronto Maple Leafs (von Florida Panthers)      | Kölner Haie (DEL)                   |
| 135. | Tomáš Kubalík         | Tschechien         | RW  | Columbus Blue Jackets (von Carolina Hurricanes) | HC Lasselsberger Plzeň (Extraliga)  |
| 138. | Maxim Trunjow         | Russland           | RW  | Montréal Canadiens (von Calgary Flames)         | Sewerstal Tscherepowez (RSL)        |
| 139. | Mark Borowiecki       | Kanada             | D   | Ottawa Senators                                 | Smiths Falls Bears (CJHL)           |
| 140. | Mark Olver            | Kanada             | C   | Colorado Avalanche                              | Northern Michigan University (CCHA) |
| 144. | Joel Broda            | Kanada             | C   | Washington Capitals                             | Moose Jaw Warriors (WHL)            |
| 145. | Eero Elo              | Finnland           | LW  | Minnesota Wild                                  | Rauman Lukko (SM-liiga)             |
| 148. | Matt Martin           | Kanada             | LW  | New York Islanders (von Philadelphia Flyers)    | Sarnia Sting (OHL)                  |
| 149. | Philip Larsen         | Dänemark           | D   | Dallas Stars                                    | Frölunda HC (SEL)                   |
| 150. | Alexander Petschurski | Russland           | G   | Pittsburgh Penguins                             | HK Metallurg Magnitogorsk (RSL)     |

### Runde 6
| #    | Spieler           | Nationalität       | Pos | NHL Team                                                          | College/Junior/Club Team               |
| ---- | ----------------- | ------------------ | --- | ----------------------------------------------------------------- | -------------------------------------- |
| 152. | Mark Barberio     | Kanada             | D   | Tampa Bay Lightning                                               | Moncton Wildcats (QMJHL)               |
| 153. | Justin Azevedo    | Kanada             | C   | Los Angeles Kings                                                 | Kitchener Rangers (OHL)                |
| 156. | Jared Spurgeon    | Kanada             | D   | New York Islanders                                                | Spokane Chiefs (WHL)                   |
| 157. | Cam Atkinson      | Vereinigte Staaten | RW  | Columbus Blue Jackets                                             | Avon Old Farms School (US High School) |
| 160. | Luke Witkowski    | Vereinigte Staaten | D   | Tampa Bay Lightning (von Florida Panthers via Chicago Blackhawks) | Ohio Junior Blue Jackets (USHL)        |
| 161. | Mats Frøshaug     | Norwegen           | C   | Vancouver Canucks                                                 | Linköpings HC (SEL)                    |
| 162. | Jonathan Carlsson | Schweden           | D   | Chicago Blackhawks                                                | Brynäs IF (J20 SuperElit)              |
| 163. | Teemu Hartikainen | Finnland           | LW  | Edmonton Oilers                                                   | Kalevan Pallo (SM-liiga)               |
| 165. | Mike Murphy       | Kanada             | G   | Carolina Hurricanes                                               | Belleville Bulls (OHL)                 |
| 167. | Joël Chouinard    | Kanada             | D   | Colorado Avalanche (von Boston Bruins)                            | Victoriaville Tigres (QMJHL)           |
| 169. | Ben Smith         | Vereinigte Staaten | RW  | Chicago Blackhawks (von Ottawa Senators)                          | Boston College (Hockey East)           |
| 170. | Jonas Holøs       | Norwegen           | D   | Colorado Avalanche (von Colorado Avalanche via San Jose Sharks)   | Sparta Sarpsborg (NOR)                 |
| 177. | Tommy Wingels     | Vereinigte Staaten | C   | San Jose Sharks                                                   | Miami University (CCHA)                |
| 178. | Zac Rinaldo       | Kanada             | C   | Philadelphia Flyers                                               | Mississauga St. Michael’s Majors (OHL) |

### Runde 7
| #    | Spieler             | Nationalität       | Pos | NHL Team                                                              | College/Junior/Club Team          |
| ---- | ------------------- | ------------------ | --- | --------------------------------------------------------------------- | --------------------------------- |
| 183. | Garrett Roe         | Vereinigte Staaten | C   | Los Angeles Kings                                                     | St. Cloud State University (WCHA) |
| 184. | Zach Redmond        | Vereinigte Staaten | D   | Atlanta Thrashers                                                     | Ferris State University (CCHA)    |
| 186. | Jason Demers        | Kanada             | D   | San Jose Sharks (von New York Islanders)                              | Victoriaville Tigres (QMJHL)      |
| 187. | Sean Collins        | Kanada             | C   | Columbus Blue Jackets                                                 | Waywayseecappo Wolverines (MJHL)  |
| 190. | Matt Bartkowski     | Vereinigte Staaten | D   | Florida Panthers                                                      | Lincoln Stars (USHL)              |
| 196. | Joacim Eriksson     | Schweden           | G   | Philadelphia Flyers (von Nashville Predators via Tampa Bay Lightning) | Brynäs IF (J20 SuperElit)         |
| 199. | Emil Sandin         | Schweden           | LW  | Ottawa Senators                                                       | Brynäs IF (J20 SuperElit)         |
| 201. | Jani Lajunen        | Finnland           | F   | Nashville Predators (von New York Rangers)                            | Espoo Blues (SM-liiga)            |
| 204. | Stefan Della Rovere | Kanada             | LW  | Washington Capitals                                                   | Barrie Colts (OHL)                |
| 207. | Anders Lindbäck     | Schweden           | G   | Nashville Predators (von San Jose Sharks)                             | Brynäs IF (SEL)                   |

## Rankings
Die Ranglisten des NHL Central Scouting Service und des International Scouting Service (ISS) mit den hoffnungsvollsten Talenten für den NHL Entry Draft 2008

### NHL Central Scouting Service
Der NHL Central Scouting Service veröffentlichte am 15. November 2007 das Preliminary Ranking. Es war das erste von insgesamt drei Rankings für den NHL Entry Draft 2008. Für jede der drei großen kanadischen Juniorenligen, die der Canadian Hockey League (CHL) unterstehen, wurde eine separate Rangliste veröffentlicht. Zudem gab es zu jedem europäischen Land, das potentielle Kandidaten für den Draft hat, eine Rangliste. Spielt ein europäischer Spieler bereits in einer der drei kanadischen Juniorenligen wird er im jeweiligen Ranking seiner Liga gelistet und nicht im Ranking seines Landes.
Bei den Feldspielern in den kanadischen Juniorenligen führten die Kanadier Steven Stamkos und Kyle Beach die Ranglisten der Ontario Hockey League (OHL) und Western Hockey League (WHL) an, während der Weißrusse Michail Stefanowitsch in der Ligue de hockey junior majeur du Québec (LHJMQ) auf Platz eins lag.
In den deutschsprachigen Ländern lag der Deutsche Jerome Flaake und der Schweizer Roman Josi auf den Top-Positionen. Aus Österreich gab es zu diesem Zeitpunkt keine potentiellen Kandidaten für den Draft.
Am 9. Januar erschien die zweite Bewertung durch den NHL Scouting Service mit dem Midseason Ranking. Das Ranking beschränkte sich dabei auf vier Ranglisten für Feldspieler und Torhüter aus Nordamerika und Europa. Wie schon beim ersten Ranking werden europäische Spieler, die bei einem nordamerikanischen Team spielen, in der nordamerikanischen Ranglisten geführt.
Der Kanadier Steven Stamkos belegte die erste Position der Feldspieler Nordamerikas, nachdem er bereits im Preliminary Ranking als größtes Talent der Ontario Hockey League geführt wurde. Gefolgt wurde er von den Verteidigern Drew Doughty und Zach Bogosian, der gleichzeitig höchsteingeschätzter US-Amerikaner ist. Angreifer Kyle Beach war, wie schon in den ersten Ranglisten, der am besten eingestufte Spieler der Western Hockey League mit Platz vier, während der Weißrusse Michail Stefanowitsch als bester der QMJHL nur 16. war. Der Däne Mikkel Bødker von den Kitchener Rangers aus der OHL war mit Rang 13 bester Europäer im Nordamerika-Ranking und der Schweizer Luca Sbisa von den Lethbridge Hurricanes auf Platz 18 der beste deutschsprachige Spieler.
Die Europa-Rangliste führte der Russe Nikita Filatow vor seinem Landsmann Jewgeni Gratschow an. Auf Rang fünf lag mit dem Schweizer Roman Josi vom SC Bern der erste deutschsprachige Spieler. Bestplatzierter Deutscher war Jerome Flaake von den Kölner Haien auf Platz 41.
Bei den nordamerikanischen Torhütern führte der Kanadier Chet Pickard die Rangliste an und der Schweizer Robert Mayer, der für die Saint John Sea Dogs aus der QMJHL spielt, wurde auf Position 15 geführt. Die 16 Torhüter umfassende europäische Rangliste wurde angeführt vom Finnen Harri Säteri. Auf dem 13. Platz lag der Schweizer Lukas Flüeler und der Deutsche Maximilian Engelbrecht von den Landshut Cannibals folgte auf Rang 15.
Im April 2008 wurde die finale Rangliste von NHL Scouting Service ausgegeben. Wie schon in den beiden Rankings zuvor, führte Angreifer Steve Stamkos die nordamerikanischen Feldspieler vor den Verteidigern Zach Bogosian und Drew Doughty an, wobei die beiden Defensivspieler die Positionen tauschten. Hinter den drei Spielern aus der Ontario Hockey League belegten mit Tyler Myers und Luke Schenn zwei Verteidiger der Kelowna Rockets aus der Western Hockey League die folgenden Plätze. Kyle Beach, in den ersten beiden Ranglisten noch bester Spieler der WHL, fiel auf den siebten Platz zurück. Colin Wilson auf Rang zehn war der höchsteingeschätzte College-Spieler, gefolgt von Mikkel Bødker als bester Europäer der Nordamerika-Liste und dem Schweizer Luca Sbisa. Nicolas Deschamps auf Platz 21 wurde als größtes Talent der QMJHL gewertet, nachdem Michail Stefanowitsch, der noch im letzten Ranking die QMJHL-Spieler anführte, von Position 16 auf den 57. Platz gefallen war.
Einen Wechsel an der Spitzenposition gab es bei den nordamerikanischen Torhüter, da der US-Amerikaner Tom McCollum vom OHL-Team Guelph Storm die vorher vor ihm platzierten Kanadier Chet Pickard und Peter Delmas überholte. Aus den Top 5 fielen Kevin Poulin und Christopher Carrozzi, die nur noch den siebten bzw. zehnten Rang belegten. Der Schweizer Robert Mayer konnte sich als bester deutschsprachiger Torhüter der Nordamerika-Rangliste um einen Platz auf Position 14 verbessern.
Der Russe Nikita Filatow behauptete die Spitzenposition bei den europäischen Feldspielern, gefolgt von seinem Landsmann Kirill Petrow, der innerhalb von drei Monaten um 31 Positionen aufsteigen konnte. Der noch einige Monate vorher auf Rang zwei geführte Jewgeni Gratschow fiel auf den zehnten Platz zurück, während der Schwede Mattias Tedenby die dritte Position halten konnte, vor seinen Landsmännern Erik Karlsson und Anton Gustafsson, die somit in der Rangliste einen Sprung nach vorne machen konnten. Auf dem sechsten Platz folgte mit dem Schweizer Roman Josi der erste deutschsprachige Spieler, der eine Position verlor. Bestes deutsches Talent war weiterhin Jerome Flaake auf der 22. Position.
In der Rangliste der europäischen Torhüter wechselten Jacob Markström und Harri Säteri die Positionen, sodass der Schwede Markström an der Spitze vor dem Finnen lag. Den dritten Rang belegte erneut Anders Lindbäck. Der Finne Rasmus Rinne, im Midseason-Ranking noch viertbester Torhüter, stürzte auf den 15. und somit letzten Platz der Europa-Rangliste ab, während der vorher noch fünftplatzierte Tscheche Dominik Furch nur noch den zehnten Rang belegte. Mit Lukas Flüeler und Leonardo Genoni platzierten sich zwei Schweizer auf den Positionen 12 und 13, während der Deutsche Maximilian Engelbrecht nicht mehr in der Rangliste geführt wurde.

#### Feldspieler

##### Nordamerika
| Nr. |                    | Name             | Pos | Geburtsdatum     | Geburtsort                        | Aktuelles Team              |
| --- | ------------------ | ---------------- | --- | ---------------- | --------------------------------- | --------------------------- |
| 1.  | Kanada             | Steven Stamkos   | C   | 7. Februar 1990  | Unionville, Ontario, Kanada       | Sarnia Sting (OHL)          |
| 2.  | Vereinigte Staaten | Zach Bogosian    | D   | 15. Juli 1990    | Massena, New York, USA            | Peterborough Petes (OHL)    |
| 3.  | Kanada             | Drew Doughty     | D   | 8. Dezember 1989 | London, Ontario, Kanada           | Guelph Storm (OHL)          |
| 4.  | Kanada             | Tyler Myers      | D   | 1. Februar 1990  | DeWinton, Alberta, Kanada         | Kelowna Rockets (WHL)       |
| 5.  | Kanada             | Luke Schenn      | D   | 2. November 1989 | Saskatoon, Saskatchewan, Kanada   | Kelowna Rockets (WHL)       |
| 6.  | Kanada             | Alex Pietrangelo | D   | 18. Januar 1990  | King City, Ontario, Kanada        | Niagara IceDogs (OHL)       |
| 7.  | Kanada             | Kyle Beach       | C   | 13. Januar 1990  | Kelowna, British Columbia, Kanada | Everett Silvertips (WHL)    |
| 8.  | Kanada             | Zach Boychuk     | C   | 4. Oktober 1989  | Aidrie, Alberta, Kanada           | Lethbridge Hurricanes (WHL) |
| 9.  | Kanada             | Cody Hodgson     | C   | 18. Februar 1990 | Markham, Ontario, Kanada          | Brampton Battalion (OHL)    |
| 10. | Vereinigte Staaten | Colin Wilson     | C   | 20. Oktober 1989 | Greenwich, Connecticut, USA       | Boston University (NCAA)    |

##### Europa
| Nr. |          | Name                | Pos | Geburtsdatum     | Geburtsort              | Aktuelles Team               |
| --- | -------- | ------------------- | --- | ---------------- | ----------------------- | ---------------------------- |
| 1.  | Russland | Nikita Filatow      | LW  | 25. Mai 1990     | Moskau, Russland        | HK ZSKA Moskau (RSL)         |
| 2.  | Russland | Kirill Petrow       | RW  | 13. April 1990   | Kasan, Russland         | Ak Bars Kasan (RSL)          |
| 3.  | Schweden | Mattias Tedenby     | W   | 21. Februar 1990 | Vetlanda, Schweden      | HV71 Jönköping (SEL)         |
| 4.  | Schweden | Erik Karlsson       | D   | 31. Mai 1990     | Lannaskede, Schweden    | Frölunda HC (SEL)            |
| 5.  | Schweden | Anton Gustafsson    | C   | 25. Februar 1990 | Karlskoga, Schweden     | Frölunda HC (SEL)            |
| 6.  | Schweiz  | Roman Josi          | D   | 1. Juni 1990     | Schweiz                 | SC Bern (NLA)                |
| 7.  | Russland | Wiktor Tichonow     | W   | 12. Mai 1988     | Riga, Lettische SSR     | Sewerstal Tscherepowez (RSL) |
| 8.  | Russland | Wjatscheslaw Woinow | D   | 15. Januar 1990  | Tscheljabinsk, Russland | Traktor Tscheljabinsk (RSL)  |
| 9.  | Russland | Jewgeni Gratschow   | C   | 21. Februar 1990 | Jaroslawl, Russland     | Lokomotive Jaroslawl (RSL)   |
| 10. | Russland | Dmitri Kugryschew   | RW  | 18. Januar 1990  | Russland                | HK ZSKA Moskau (RSL)         |

#### Torhüter

##### Nordamerika
| Nr. |                    | Name               | Geburtsdatum       | Geburtsort                     | Aktuelles Team             |
| --- | ------------------ | ------------------ | ------------------ | ------------------------------ | -------------------------- |
| 1.  | Vereinigte Staaten | Tom McCollum       | 7. Dezember 1989   | Sanborn, New York, USA         | Guelph Storm (OHL)         |
| 2.  | Kanada             | Chet Pickard       | 29. November 1989  | Winnipeg, Manitoba, Kanada     | Tri-City Americans (WHL)   |
| 3.  | Kanada             | Peter Delmas       | 16. Februar 1990   | Bedford, Nova Scotia, Kanada   | Lewiston MAINEiacs (QMJHL) |
| 4.  | Kanada             | Braden Holtby      | 16. September 1989 | Marshall, Saskatchewan, Kanada | Saskatoon Blades (WHL)     |
| 5.  | Kanada             | Michael Hutchinson | 2. März 1990       | Barrie, Ontario, Kanada        | Barrie Colts (OHL)         |

##### Europa
| Nr. |          | Name             | Geburtsdatum       | Geburtsort        | Aktuelles Team              |
| --- | -------- | ---------------- | ------------------ | ----------------- | --------------------------- |
| 1.  | Schweden | Jacob Markström  | 31. Januar 1990    | Gävle, Schweden   | Brynäs IF (SEL)             |
| 2.  | Finnland | Harri Säteri     | 29. Dezember 1989  | Toijala, Finnland | Tappara (SM-liiga)          |
| 3.  | Schweden | Anders Lindbäck  | 3. Mai 1988        | Gävle, Schweden   | Brynäs IF (SEL)             |
| 4.  | Finnland | Mikko Koskinen   | 18. Juli 1988      | Vantaa, Finnland  | Espoo Blues (FNL)           |
| 5.  | Russland | Sergei Bobrowski | 20. September 1988 | Russland          | Metallurg Nowokusnezk (RSL) |

### International Scouting Service
Stand: 21. Mai 2008
| Nr. |                    | Name             | Pos | Geburtsdatum      | Geburtsort                      | Aktuelles Team              |
| --- | ------------------ | ---------------- | --- | ----------------- | ------------------------------- | --------------------------- |
| 1.  | Kanada             | Steven Stamkos   | C   | 7. Februar 1990   | Unionville, Ontario, Kanada     | Sarnia Sting (OHL)          |
| 2.  | Russland           | Nikita Filatow   | LW  | 25. Mai 1990      | Moskau, Russland                | HK ZSKA Moskau (RSL)        |
| 3.  | Vereinigte Staaten | Zach Bogosian    | D   | 15. Juli 1990     | Massena, New York, USA          | Peterborough Petes (OHL)    |
| 4.  | Kanada             | Drew Doughty     | D   | 8. Dezember 1989  | London, Ontario, Kanada         | Guelph Storm (OHL)          |
| 5.  | Kanada             | Alex Pietrangelo | D   | 18. Januar 1990   | King City, Ontario, Kanada      | Niagara IceDogs (OHL)       |
| 6.  | Kanada             | Luke Schenn      | D   | 2. November 1989  | Saskatoon, Saskatchewan, Kanada | Kelowna Rockets (WHL)       |
| 7.  | Danemark           | Mikkel Bødker    | LW  | 16. Dezember 1989 | Brøndby Kommune, Dänemark       | Kitchener Rangers (OHL)     |
| 8.  | Vereinigte Staaten | Colin Wilson     | C   | 20. Oktober 1989  | Greenwich, Connecticut, USA     | Boston University (NCAA)    |
| 9.  | Kanada             | Cody Hodgson     | C   | 18. Februar 1990  | Markham, Ontario, Kanada        | Brampton Battalion (OHL)    |
| 10. | Schweiz            | Luca Sbisa       | D   | 30. Januar 1990   | Oberägeri, Schweiz              | Lethbridge Hurricanes (WHL) |

### TSN
| Nr. | Spieler           | Pos. |
| 1.  | Steven Stamkos    | C    |
| 2.  | Drew Doughty      | D    |
| 3.  | Alex Pietrangelo  | D    |
| 4.  | Michael Del Zotto | D    |
| 5.  | Luke Schenn       | D    |
| 6.  | Colin Wilson      | C    |
| 7.  | Colten Teubert    | D    |
| 8.  | Kyle Beach        | C    |
| 9.  | Nikita Filatow    | LW   |
| 10. | Jimmy Hayes       | F    |

Am 7. September 2007 gab der kanadische Fernsehsender TSN seine eigene Rangliste heraus. Die Rangliste basiert auf den Einschätzung von zehn Scouts der NHL. Nach Einschätzung der Talentspäher werden die hoffnungsvollsten Talente in diesem Draft aus den Reihen der Verteidiger kommen, was sich auch in der Rangliste niederschlägt, wo die defensiven Spieler die Hälfte ausmachen. Allerdings sahen alle Scouts in Stürmer Steven Stamkos aus der Ontario Hockey League von den Sarnia Sting den talentiertesten Spieler dieses Jahrgangs. Der kanadische Center absolvierte in der Saison 2006/07 63 Spiele und erzielte 42 Tore und 50 Assists und war bester Scorer seiner Mannschaft.
Sollte der kanadische Stürmer John Tavares, der kurz nach dem Stichtag des NHL Entry Draft 2008 geboren wurde und somit erst 2009 verfügbar wäre, auf Grund einer Ausnahmeregelung für den Draft zugelassen werden, würde sich die Rangliste leicht verschieben. Tavares würde dann den zweiten Platz hinter Stamkos einnehmen.

## Bestrebungen um Ausnahmeregelung für John Tavares
John Tavares von den Oshawa Generals und sein Agent strebten für den NHL Entry Draft 2008 eine Ausnahmeregelung an, sodass Tavares bereits ein Jahr früher als erlaubt gedraftet werden konnte. Die NHL legte fest, dass nur Spieler im NHL Entry Draft 2008 ausgewählt werden dürfen, die bis zum 15. September 2008 18 Jahre alt sind, Tavares 18. Geburtstag ist aber erst fünf Tage später, womit er frühestens für den NHL Entry Draft 2009 verfügbar wäre. Da er als erster Spieler bereits mit 15 Jahren in der Ontario Hockey League (OHL) spielen durfte und auch gleich als bester Rookie von der Liga, sowie der Canadian Hockey League (CHL), dem Dachverband der drei großen kanadischen Juniorenligen, ausgezeichnet wurde und bereits 2007 die Auszeichnungen als MVP der OHL und als bester Spieler der CHL erhalten hatte, richtete sich sein Agent mit einer Bitte um eine Ausnahmeregelung an die NHL. Schlussendlich erteilte die Liga den Bestrebungen aber eine Absage.